# Eparchia di Kothamangalam
L'eparchia di Kothamangalam (in latino Eparchia Kothamangalamensis) è una sede della Chiesa cattolica siro-malabarese in India suffraganea dell'arcieparchia di Ernakulam-Angamaly. Nel 2021 contava 231.427 battezzati su 885.320 abitanti. È retta dall'eparca George Madathikandathil.

## Territorio
L'eparchia estende la sua giurisdizione sui fedeli della Chiesa cattolica siro-malabarese in parte dei talukas di Kunnathunadu e Muvattupuzha nel distretto di Ernakulam e di Thodupuzha, Udumpanchola e Devicolam nel distretto di Idukki, nello stato indiano del Kerala.
Sede eparchiale è la città di Kothamangalam, dove si trova la cattedrale di San Giorgio.
Il territorio è suddiviso in 120 parrocchie.

## Storia
L'eparchia è stata eretta il 29 luglio 1956 con la bolla Qui in Beati Petri di papa Pio XII, ricavandone il territorio dall'arcieparchia di Ernakulam (oggi arcieparchia di Ernakulam-Angamaly).
Il 19 dicembre 2002 ha ceduto una porzione del suo territorio a vantaggio dell'erezione dell'eparchia di Idukki.

## Cronotassi dei vescovi
Si omettono i periodi di sede vacante non superiori ai 2 anni o non storicamente accertati.
- Matthew Pothanamuzhi † (29 luglio 1956 - 26 febbraio 1977 ritirato)
- George Punnakottil (26 febbraio 1977 - 7 gennaio 2013 ritirato)
- George Madathikandathil, dal 7 gennaio[1] 2013

## Statistiche
L'eparchia nel 2021 su una popolazione di 885.320 persone contava 231.427 battezzati, corrispondenti al 26,1% del totale.
| anno | popolazione | popolazione | popolazione | presbiteri | presbiteri | presbiteri | presbiteri                | diaconi | religiosi | religiosi | parrocchie |
| anno | battezzati  | totale      | %           | numero     | secolari   | regolari   | battezzati per presbitero | diaconi | uomini    | donne     | parrocchie |
| ---- | ----------- | ----------- | ----------- | ---------- | ---------- | ---------- | ------------------------- | ------- | --------- | --------- | ---------- |
| 1970 | 194.948     | 560.000     | 34,8        | 202        | 165        | 37         | 965                       |         | 50        | 1.565     | 142        |
| 1980 | 242.950     | ?           | ?           | 247        | 200        | 47         | 983                       |         | 56        | 1.693     | 179        |
| 1990 | 334.390     | 805.990     | 41,5        | 298        | 237        | 61         | 1.122                     |         | 69        | 2.098     | 197        |
| 1999 | 474.530     | 1.255.410   | 37,8        | 384        | 280        | 104        | 1.235                     |         | 214       | 2.738     | 213        |
| 2000 | 495.520     | 1.273.130   | 38,9        | 401        | 286        | 115        | 1.235                     |         | 229       | 2.858     | 223        |
| 2001 | 500.180     | 1.320.230   | 37,9        | 397        | 273        | 124        | 1.259                     |         | 241       | 2.867     | 225        |
| 2002 | 400.318     | 1.194.318   | 33,5        | 358        | 275        | 83         | 1.118                     |         | 203       | 2.870     | 226        |
| 2003 | 500.580     | 1.315.230   | 38,1        | 396        | 274        | 122        | 1.264                     |         | 272       | 2.661     | 227        |
| 2004 | 206.270     | 702.300     | 29,4        | 262        | 176        | 86         | 787                       |         | 171       | 2.070     | 112        |
| 2009 | 223.990     | 764.050     | 29,3        | 272        | 176        | 96         | 823                       |         | 186       | 2.256     | 115        |
| 2013 | 206.000     | 810.800     | 25,4        | 282        | 200        | 82         | 730                       |         | 167       | 2.331     | 120        |
| 2016 | 224.400     | 847.200     | 26,5        | 427        | 329        | 98         | 525                       |         | 173       | 2.303     | 120        |
| 2019 | 233.080     | 883.800     | 26,4        | 460        | 347        | 113        | 506                       |         | 196       | 2.305     | 120        |
| 2021 | 231.427     | 885.320     | 26,1        | 464        | 344        | 120        | 498                       |         | 191       | 2.305     | 120        |